# Gorges de l'Aar
Les gorges de l’Aar sont des gorges situées sur le territoire de la commune de Meiringen, dans le canton de Berne, en Suisse.
Les gorges se trouvent dans la vallée du Hasli qui s’étend du col du Grimsel au lac de Brienz et qui est barrée par le Kirchet, un imposant rempart de rocher à travers lequel l'Aar a creusé un passage au cours des millénaires, formant des gorges d'une longueur de 1 400 mètres et d'une profondeur de 180 mètres. 

## Tourisme
Depuis près de 100 ans, un chemin piétonnier a été aménagé tout au long des gorges, qui disposent de deux accès : l'entrée ouest située juste après le village de Meiringen en venant d'Interlaken ou du col du Brünig et l'entrée est située à 1 km à l'ouest d'Innertkirchen.

## Galerie

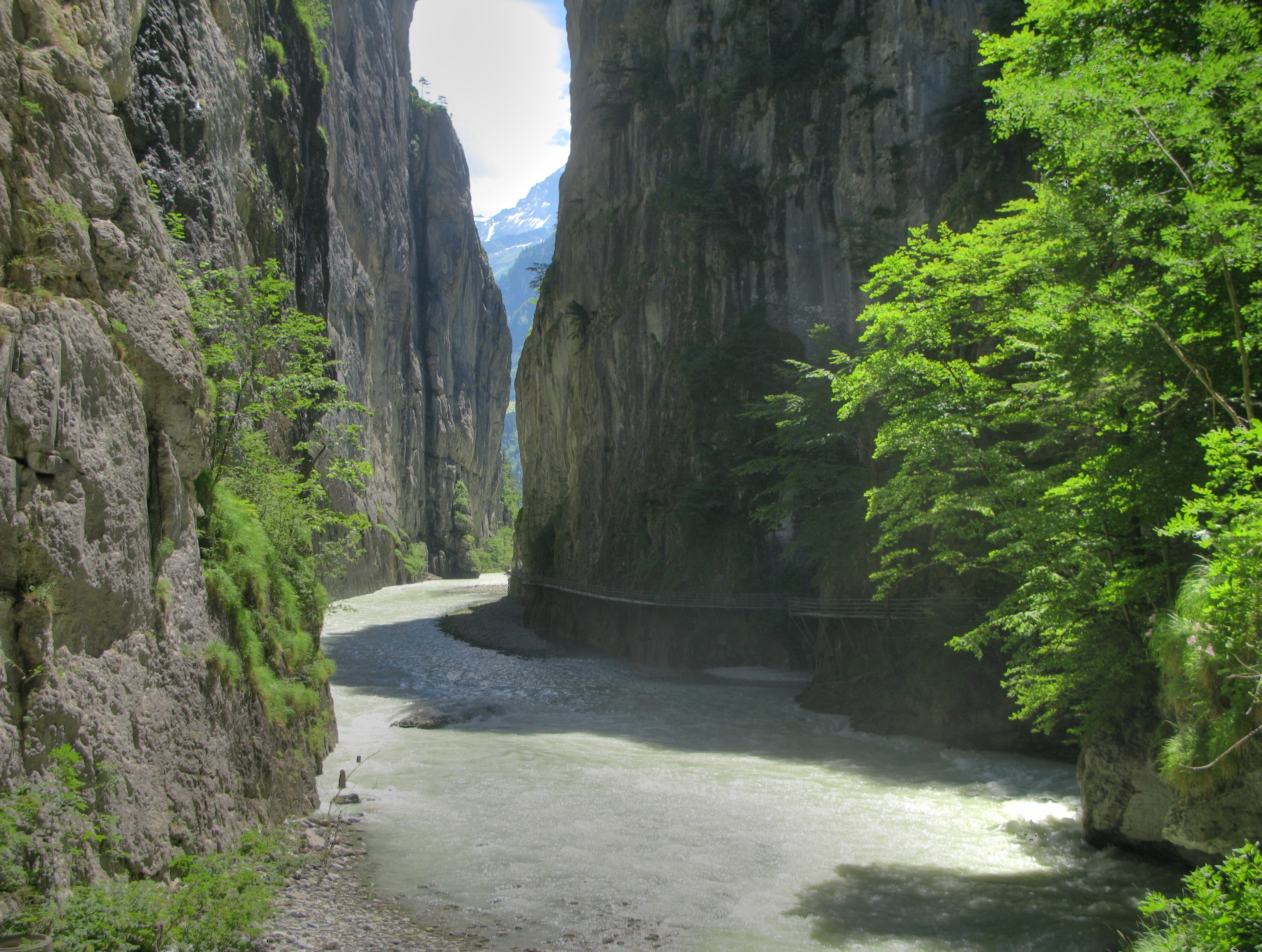
Un point large des gorges.
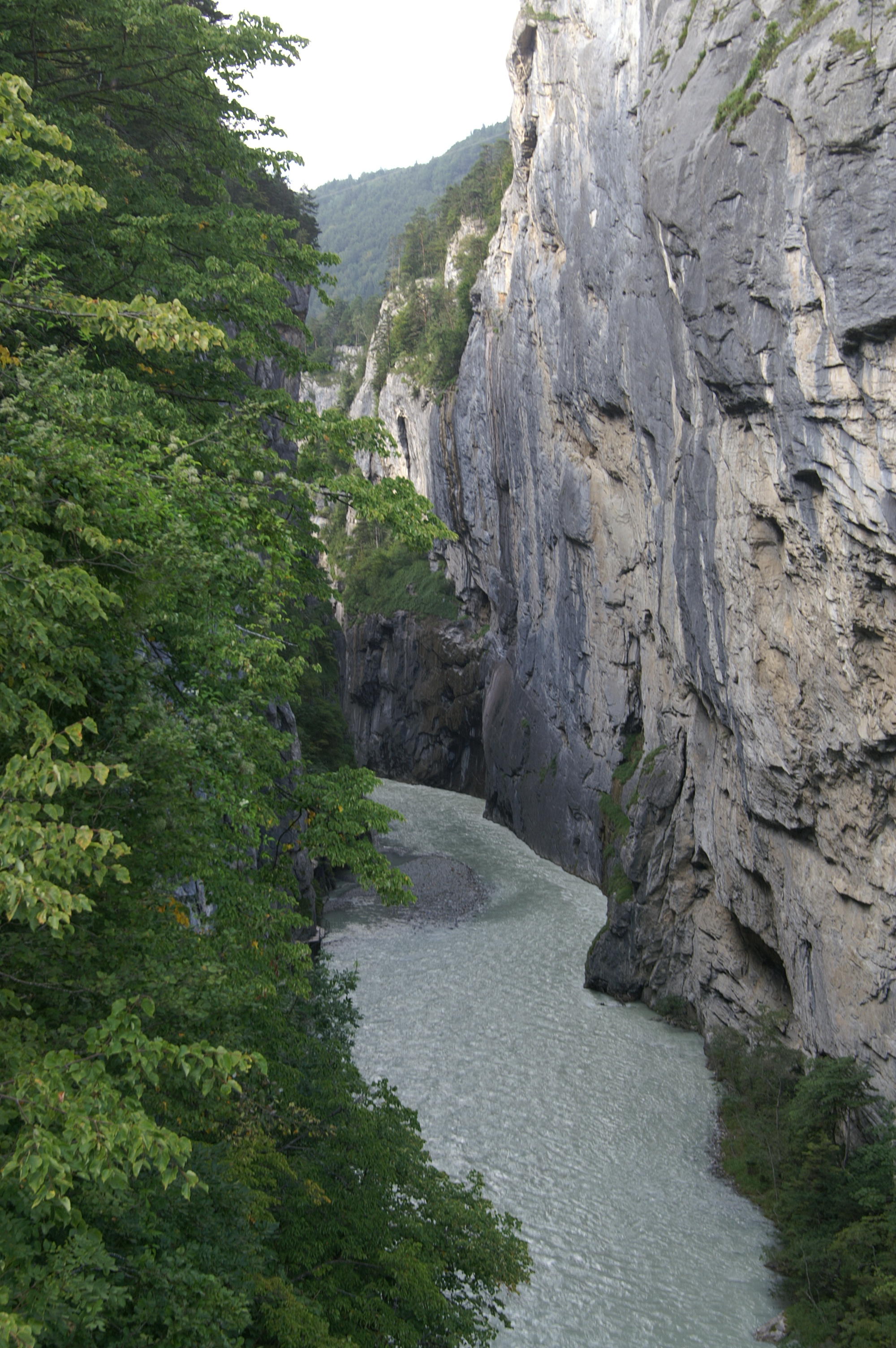
Entrée des gorges de l'Aar, à Meiringen.
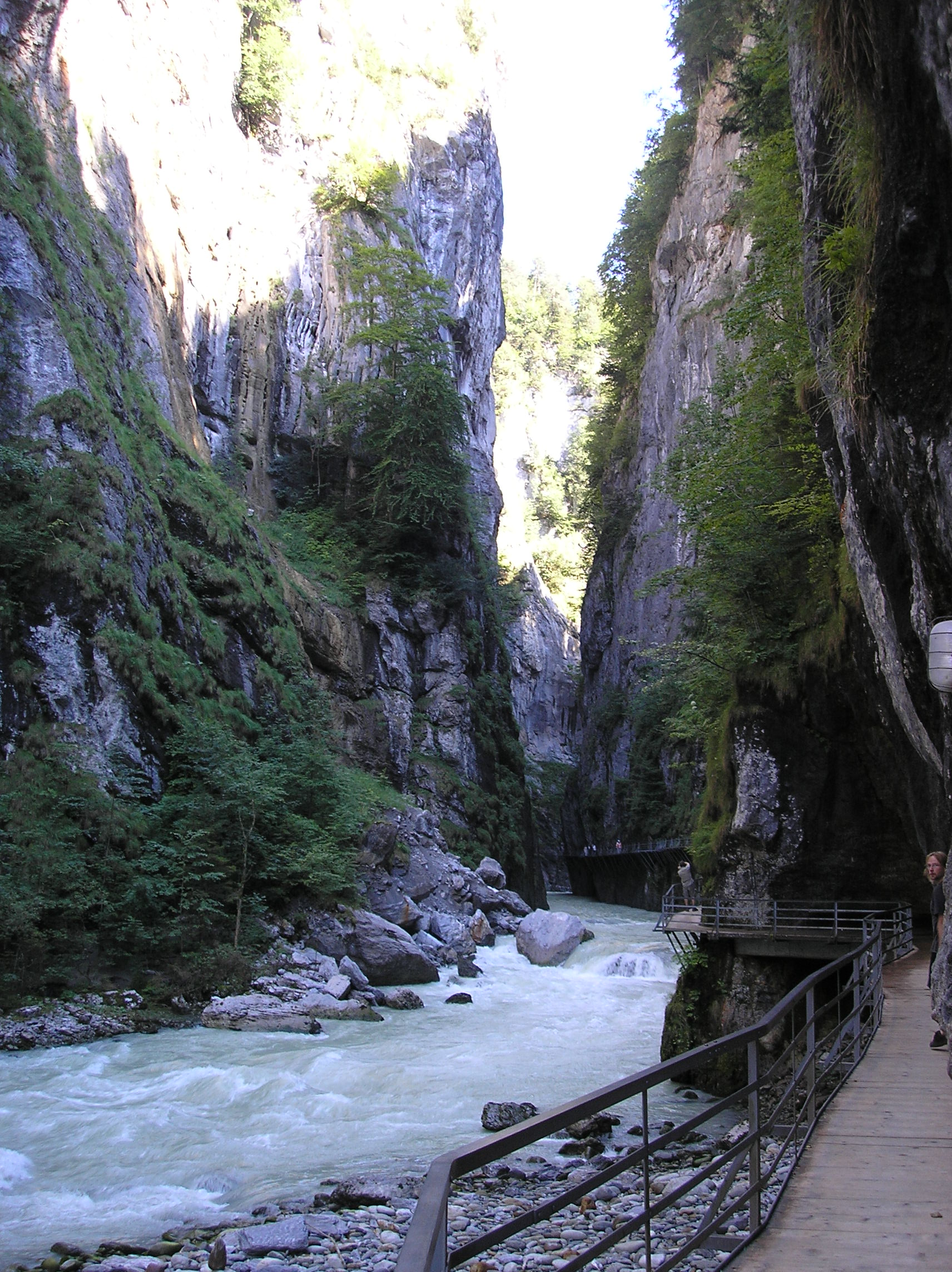
Vue du chemin des gorges.
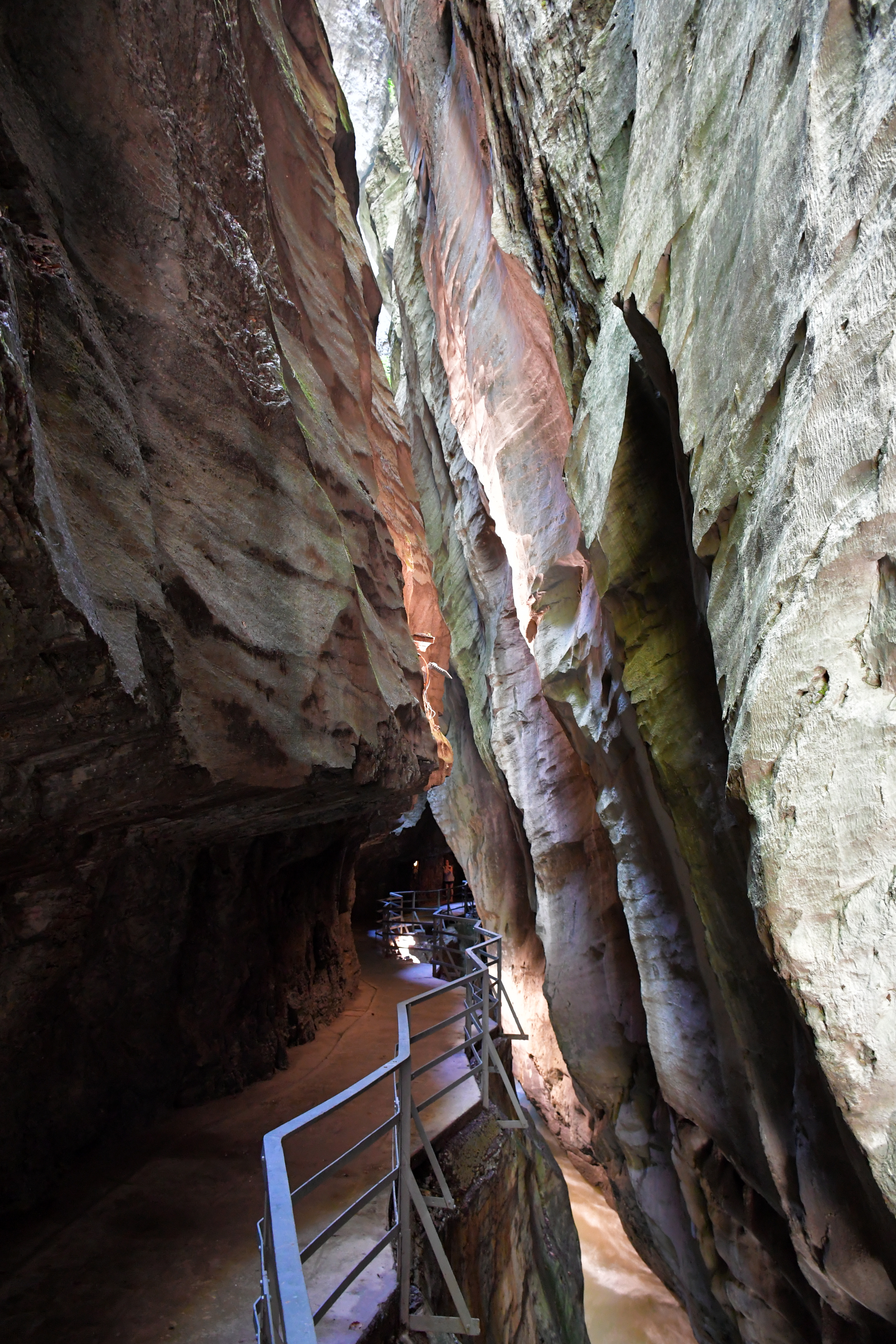
La zone la plus étroite des gorges.
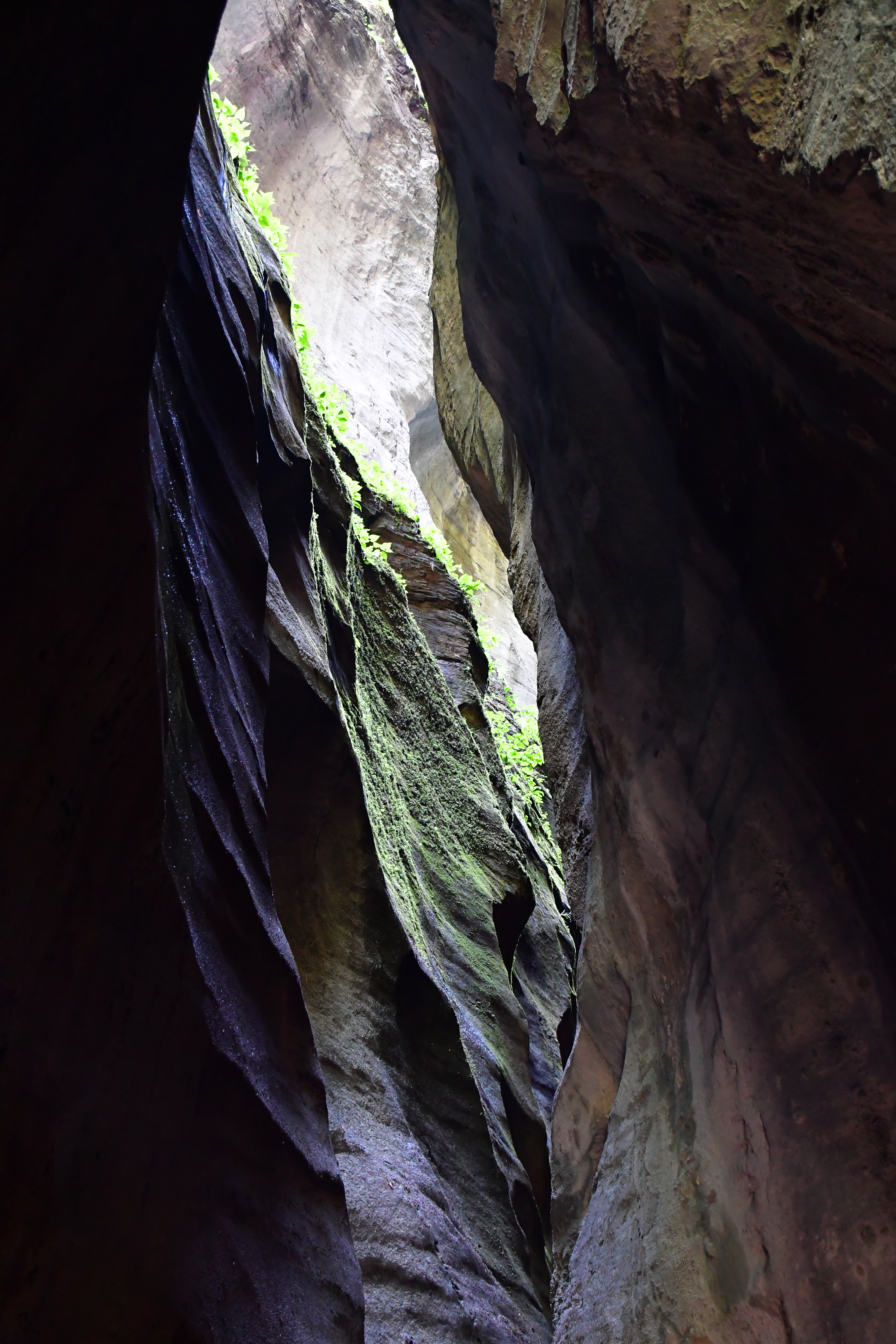
La zone la plus étroite des gorges.
Carte postale ancienne, 1912.